# Les Thilliers-en-Vexin
Les Thilliers-en-Vexin település Franciaországban, Eure megyében. Lakosainak száma 493 fő (2022. január 1.). Les Thilliers-en-Vexin Villers-en-Vexin, Vesly, Authevernes és Vexin-sur-Epte községekkel határos.

## Népesség
A település népességének változása:
| Lakosok száma | 328  | 403  | 403  | 460  | 471  | 468  | 494  | 495  | 497  | 493  |
|               | 1968 | 1982 | 1990 | 2006 | 2013 | 2015 | 2017 | 2019 | 2020 | 2022 |